# Karampi
Karampi is een bestuurslaag in het regentschap Bima van de provincie West-Nusa Tenggara, Indonesië. Karampi telt 2828 inwoners (volkstelling 2010).